# Ben Chifley
Joseph Benedict Chifley (22 tháng 9 năm 1885 – 13 tháng 6 năm 1951) là một chính trị gia và là Thủ tướng Úc thứ 16. Ông là một trong những chính khách có nhiều thế lực trong lịch sử Úc. Dưới quyền của Arthur Calwell Chifley đặt ra chính sách về di dân vào Úc sau Thế chiến thứ hai, thiết lập giấy chứng công dân Úc năm 1949, kế hoạch hoá nguồn thủy điện khu Núi Tuyết tại miền nam tiểu bang New South Wales, phát triển hãng hàng không TAA, sắp đặt an sinh xã hội cho người thất nghiệp và thành lập Tổ chức An ninh Tình báo Úc (ASIO). Một sự kiện hiếm có trong thời kỳ của Chifley là cuộc trưng cầu dân ý thay đổi hiến pháp thành công.